# Uptime
Uptime, traduzido literalmente do inglês como "tempo em atividade", é a quantidade de tempo que um sistema de computador está ligado e desempenhando atividades computacionais sem descontinuidade deste estado de operação, ou seja, de forma ininterrupta. É o oposto de downtime que é o tempo que um sistema não está operacional.

## Inter-relação com contratos
O uptime pode ser um fator relevante em contratos e tem uma relação com Service Level Agreement (SLA). Provedores de serviços podem estabelecer este acordo de nível de serviço com o usuário, de modo que o serviço seja prestado se mantendo no ar durante um tempo mínimo acordado.
Em um contrato em informática contendo tal termo, quando o SLA não é cumprido, a prestadora de serviços pode vir a pagar uma multa, ou ressarcir o usuário, conforme o acordo estipular.

## Determinação

### Linux
Em computadores com sistemas operacionais tipo Unix como o Linux é possível utilizar o comando uptime para obter o tempo em atividade do computador:
```
$
 
uptime

  
18
:17:07
 
up
 
68
 
days,
  
3
:57,
  
6
 
users,
  
load
 
average:
 
0
.16,
 
0
.07,
 
0
.06

```

No caso do Linux também é possível obter esta informação através do procfs em /proc/uptime:
```
$
 
cat
 
/proc/uptime

  
350735
.47
 
234388
.90

```

O primeiro número é o total de segundos desde que o sistema foi iniciado. O segundo número é quanto tempo o sistema está ocioso, em segundos.